# Feldhockey-Bundesliga 2024/25 (Herren)
Die Saison 2024/25 der Feldhockey-Bundesliga der Herren begann am 6. September 2024. Der Spielmodus umfasst eine Hinrunde und Rückrunde, Playoffs und Abstiegsspiele. Die Endrunde fand gemeinsam mit den Damen am 30. Mai und 1. Juni 2025 in Krefeld statt.
Die Herrenmannschaft des Crefelder HTC gewann den Meistertitel nach einem Finalsieg über den KTHC Stadion Rot-Weiss.

## Hauptrunde
Vor der Saison 2024/25 wurde der Spielmodus bezüglich der Rückrunde angepasst, die wieder 11 Spiele umfasst und damit auf die getrennten Staffeln A und B verzichtet.
Legende:

(M) Deutscher Meister 2024

(N) Aufsteiger aus der 2. Bundesliga

 Playoff-Qualifikation

 Playdowns

### Tabelle
| Platz | Club                    | Spiele | S  | SnP | U | N  | Tore  | Punkte |
| ----- | ----------------------- | ------ | -- | --- | - | -- | ----- | ------ |
| 1.    | Hamburger Polo Club     | 22     | 16 | 2   | 5 | 1  | 81:39 | 55     |
| 2.    | Mannheimer HC (M)       | 22     | 13 | 4   | 5 | 4  | 62:42 | 48     |
| 3.    | KTHC Stadion Rot-Weiss  | 22     | 12 | 2   | 7 | 3  | 62:40 | 45     |
| 4.    | Crefelder HTC           | 22     | 12 | 4   | 5 | 5  | 50:37 | 45     |
| 5.    | Harvestehuder THC       | 22     | 9  | 3   | 5 | 8  | 64:57 | 35     |
| 6.    | TSV Mannheim            | 22     | 9  | 2   | 4 | 9  | 50:52 | 33     |
| 7.    | UHC Hamburg             | 22     | 8  | 1   | 5 | 9  | 53:49 | 30     |
| 8.    | Uhlenhorst Mülheim      | 22     | 7  | 2   | 5 | 10 | 65:69 | 28     |
| 9.    | Der Club an der Alster  | 22     | 6  | 3   | 6 | 10 | 58:58 | 27     |
| 10.   | Berliner HC             | 22     | 4  | 4   | 6 | 12 | 45:74 | 22     |
| 11.   | Münchner SC (N)         | 22     | 6  | 1   | 1 | 15 | 44:74 | 20     |
| 12.   | Großflottbeker THGC (N) | 22     | 2  | 0   | 2 | 18 | 32:75 | 8      |

Endstand nach Ende der Hauptrunde (12. Mai 2025)

## Endrunde

### Viertelfinale
Die Viertelfinalrunde wurde am 17. Mai und 24./25. Mai 2025 ausgetragen. Ins Finale zieht jeweils die Mannschaft ein, die zuerst zwei Spiele für sich entscheiden kann. Sollte es keinen Sieger nach der regulären Spielzeit geben, gibt es einen Shoot-Out-Wettbewerb (Penalty-Schießen).
|                                          | Hinspiel             | Rückspiel | 3. Spiel  |
| ---------------------------------------- | -------------------- | --------- | --------- |
| Uhlenhorst Mülheim – Hamburger Polo Club | 1:8 (1:3)            | 1:5 (1:2) | –         |
| UHC Hamburg – Mannheimer HC              | 1:2 (0:1)            | 4:3 (2:1) | 1:4 (0:3) |
| TSV Mannheim – KTHC Stadion Rot-Weiss    | 2:3 (2:1)            | 0:4 (0:2) | –         |
| Harvestehuder THC – Crefelder HTC        | 6:7 n. P. (2:2, 4:4) | 3:5 (2:2) | –         |

### Final Four
Die Endrunde wurde am Wochenende 30. Mai und 1. Juni 2025 in Krefeld gemeinsam mit den Damen ausgetragen. Sollte es keinen Sieger nach der regulären Spielzeit geben, gibt es einen Shoot-Out-Wettbewerb (Penalty-Schießen).
|  | Halbfinale       | Halbfinale          | Halbfinale |  |  | Finale | Finale         | Finale |
|  |                  |                     |            |  |  |        |                |        |
|  |                  |                     |            |  |  |        |                |        |
|  | 1                | Hamburger Polo Club | 2          |  |  |        |                |        |
|  | 4                | Crefelder HTC       | 4          |  |  |        |                |        |
|  | (0:2)            | (0:2)               | (0:2)      |  |  | 4      | Crefelder HTC  | 3      |
|  |                  |                     |            |  |  | 3      | KTHC Rot-Weiss | 1      |
|  | 2                | Mannheimer HC       | 4          |  |  | (0:1)  | (0:1)          | (0:1)  |
|  | 3                | KTHC Rot-Weiss      | 5          |  |  |        |                |        |
|  | n. P. (0:0, 1:1) |                     |            |  |  |        |                |        |

Aus den Viertelfinal-Paarungen qualifizierten sich der Titelverteidiger Mannheimer HC, der Kölner THC Stadion Rot-Weiss, des Hauptrundensieger Hamburger Polo Club sowie der gastgebende Crefelder HTC für das Final Four.
Der Hamburger Polo Club unterlag im ersten Halbfinale vor ausverkaufter Gerd-Wellen-Hockeyanlage dem Crefelder HTC mit 2:4. Im zweiten Halbfinale verlor der Mannheimer HC nach einem 1:1-Unentschieden gegen Rot-Weiss Köln im Shoot-out mit 3:4. Köln stand damit zum 21. Mal in einem Endspiel um die deutsche Feldhockey-Meisterschaft.
Vor ausverkauftem Stadion (3.400 Zuschauer) besiegte die Mannschaft des Crefelder HTC im Finale RW Köln mit 3:1 und gewann damit ihren zweiten Meistertitel nach 2006.
| Deutscher Feldhockeymeister der Herren 2025 Crefelder HTC | Kader: Joshua Onyekwue Nnaji, Lasse Kille, Julius Breucker, Timo Kossol, Tim Howard, Julius Hayner, Linus Michler, Lachlan Sharp, Niklas Wellen, Phillip Jansen, Lucas Bachmann, Christian von Ehren, Tin Nguyen Luong, Hans Reissinger, Finn Langheinrich, Julius Dittmar, Mika Schröders, Masi Pfandt; Trainer: Johannes Schmitz |

Der Krefelder Verteidiger Julius Hayner wurde im Anschluss an das Endspiel als Most Valuable Player des Turniers ausgezeichnet.

## Beste Torschützen
| Spieler          | Mannschaft             | Spiele | Tore |
| ---------------- | ---------------------- | ------ | ---- |
| Gonzalo Peillat  | Mannheimer HC          | 24     | 28   |
| Jeremy Hayward   | Der Club an der Alster | 22     | 24   |
| Masi Pfandt      | Crefelder HTC          | 26     | 22   |
| Christopher Rühr | KTHC Stadion Rot-Weiss | 25     | 21   |
| Luis Bernstein   | UHC Hamburg            | 25     | 20   |

## Auf- und Abstieg

### Playdowns
|                                              | Spiel 1   | Spiel 2              | Spiel 3 |
| -------------------------------------------- | --------- | -------------------- | ------- |
| Großflottbeker THGC – Der Club an der Alster | 3:4 (2:2) | 4:5 n. P. (1:1, 2:2) | –       |
| Münchener SC – Berliner HC                   | 3:2 (0:1) | 3:2 (0:0)            | –       |

Absteiger in die 2. Bundesliga waren damit der Großflottbeker THGC und der Berliner HC, beide in die Gruppe Nord.

### Aufstieg
Aufsteiger aus der 2. Bundesliga waren der Gladbacher HTC (Nord) und der SC Frankfurt 1880 (Süd).